# Première circonscription de Jijiga
La première circonscription de Jijiga est une des 23 circonscriptions législatives de l'État fédéré Somali, elle se situe dans la Zone Jijiga. Son représentant actuel est Abdulahi Muhammed.